# Thần Võ Môn
Thần Võ Môn (giản thể: 神武门; phồn thể: 神武門; bính âm: Shénwǔmén, Mãn Châu: ᡧᡝᠨ 
ᡠ 
ᠮᡝᠨ šen u men) là cổng phía bắc của Tử Cấm Thành ở Bắc Kinh, Trung Quốc.